# Arthur Ebeling
Arthur Ebeling is een Nederlandse muzikant, zanger en componist. Karakteristiek is zijn spel op zijn oranje Gretsch gitaar, in een wat jazzy rhythm & blues stijl.

## Carrière

### Beginjaren
Ebeling werd geboren in Amsterdam. Op 16-jarige leeftijd verliet hij school om in allerlei rockbandjes te spelen.Ook speelde hij met de psychedelische band Groep 1850. In 1981 werd de band "Big Shot and his Rocking Guns" opgericht door Ebeling, samen met de broers Huub en Hans van der Lubbe, Jan Robijns en Christan Muiser. Deze band bracht in 1985 een lp uit. Huub van der Lubbe richtte in datzelfde jaar zijn band De Dijk op. Big Shot trad in 1986 voor het laatst op.

### Jump Dicky Jump
Tijdens een fietstocht met van der Lubbe kwam Ebeling ten val en liep een hersenschudding op. In 1984 begon Ebeling zijn eigen band "Jump Dickie Jump" met Jan Robijns, Christan Muiser en Peter Wassenaar. Er werden twee albums uitgebracht, in 1986 een LP zonder titel bij Rockhouse Records, in 1987 "Goin' out" bij Idiot Records.

### Solo
Vanaf 1990 ging Ebeling onder zijn eigen naam optreden, soms solo, soms samen met een bassist en soms aangevuld met drums en saxofoon. Jaarlijks tourt hij door Nederland, het Verenigd Koninkrijk en Spanje.
In 1993 werd bij Dureco een eerste album opgenomen : "Simple Man" met Peer Wassenaar (bas en zang) en Christan Muiser (drums). Het album bevat 10 eigen composities en de covers Trouble (Leiber & Stoller) en Danger Zone (Percy Mayfield). Het nummer Maria werd op single uitgebracht.
In oktober 1995 werd het album "Piggy Dog" opgenomen, ook met Peer Wassenaar en ditmaal Roy Bakker op drums. Verder werd o.a. meegewerkt door BJ Baartmans en is er een vocale bijdrage van Fay Lovsky. Van dit album kwam de single Gardenia.
Op het label Basta kwam in 1998 het album "A Rainy Night in Paris" uit. Een album met 15 eigen composities en een cover van "Three Cigarettes in the Ashtray", een single van Patsy Cline uit 1957. Naast Wassenaar en Bakker spelen mee Peter Smid (bas en zang) en drummer Louis Debij (Fungus, Amazing Stroopwafels).
Op het album "Dreams" uit 2002, ook op Basta Records, staan 11 eigen composities en een versie van "Sway" – inmiddels een jazz- en popstandaard –, oorspronkelijk een Mexicaanse song getiteld ¿Quién será?, vertaald door Norman Gimble voor Dean Martin. De tweede niet-eigen compositie is de Argentijne tango El Choclo, ook bekend als "Kiss of Fire" (Hugh Lauri). Op het album ditmaal Pepijn v.d. Boogaard op drums en Alberto Fernandez op accordeon.
Het derde album voor Basta Rrecords kwam uit in 2009, een veertiental lovesongs onder de titel "You Handsome Devil", meest eigen composities, behalve het bekende "Moon River" uit de film "Breakfast at Tiffany's" en "Caravan" van Duke Ellington. Naast Roy Bakker spelen ook Boyd Small en Thijs Verwer op drum.

## Overig
Vanaf het album "Piggy Dog" is Arend Bouwmeester een vaste saxofonist.
Onder de naam "The Odd Couple" maakte Ebeling een album met Chris Quinn.
Op 5 februari 2014 traden de '12 beste gitaristen van Nederland' (volgens Henny Vrienten) op in Carré. Ebeling speelde "The Lord has found me", van het album "Simple Man".
In Amsterdam is Café Ebeling naar hem vernoemd.